# Neocolobura
Neocolobura is een kevergeslacht uit de familie van de boktorren (Cerambycidae). De wetenschappelijke naam van het geslacht werd voor het eerst geldig gepubliceerd in 2005 door Monné.

## Soorten
Neocolobura is monotypisch en omvat slechts de volgende soort:
- Neocolobura alboplagiata (Blanchard, 1851)